# Упередження негативу
Упередження негативу, або ефект негативу - це тенденція надавати більше значення негативним аспектам певної події, особі чи ситуації. Це факт надання більшої актуальності негативним стимулам порівняно із тими, які можуть бути позитивними чи нейтральними. Це психологічне явище також називають позитивно-негативною асиметрією і має дуже значний вплив на наше повсякденне життя.
Наприклад, це явище дозволяє нам зрозуміти, чому люди, коли ми зустрічаємо когось нового та дізнаємось про негативні риси про них, здається, зосереджуються виключно на своїх поганих характеристиках. Це створить негативне перше враження, яке навряд чи може бути змінено в довгостроковій перспективі.
Це також пояснює, чому люди Ми, як правило, більше пам’ятаємо ті переживання, в яких стався якийсь травматичний випадок або який нам не сподобався, вище тих, які нам сподобались. Ми маємо на увазі більше образи, ніж похвалу, ми реагуємо сильніше на негативні стимули, ніж на позитивні, і ми схильні частіше думати про погане перед добрим, що з нами сталося.

## Елементи, що складають явище
Намагаючись пояснити упередження негативу, дослідники Пол Розін та Едвард Ройзман запропонували існування чотирьох елементів, що його складають, які дозволяють більш детально і глибоко зрозуміти, як відбувається ця асиметрія між позитивним і негативним.
Негативна сила стосується того факту, що коли дві події мають однакову інтенсивність та емоційність, але мають різний знак, тобто одна позитивна, а інша негативна, вони не мають однакового ступеня помітності. Негативна подія викличе більший інтерес, ніж позитивна подія з однаковим ступенем емоційності та напруженості.І Розін, і Ройзман стверджують, що ця різниця у виокремленні позитивних і негативних стимулів це можна порівняти лише емпірично через ситуації, що включають однаковий ступінь інтенсивності. Якщо позитивний стимул має емоційне значення значно вище іншого стимулу, в такому випадку негативний, очікується, що в цій ситуації позитивний стимул краще запам'ятовується.
Коли подія, позитивна чи негативна, наближається в часі та просторі, ступінь сприйняття їх як позитивних чи негативних різний. Негативна подія буде відчувати себе набагато негативнішою в міру наближення порівняно з позитивною подією.
Щоб краще зрозуміти це: давайте уявимо дві ситуації, які включають однаковий ступінь напруженості: початок навчального року, який розглядається як щось негативне, і кінець його, що сприймається як щось позитивне. З наближенням початку курсу ця подія дедалі більше сприймається як щось набагато негативніше, ніж кінець курсу, що сприймається як щось поступово більш позитивне, але не настільки.
Негативний домен відноситься до тенденції, що поєднання як позитивів, так і негативів призводить до чогось більш негативного ніж теоретично це повинно бути.
Тобто ціле набагато від’ємніше, ніж сума частин, навіть якщо між цими частинами є щось позитивне.
Негативна диференціація стосується того, як люди ми осмислюємо ідею негативу набагато складніше, ніж ідею позитиву.
Ця ідея не дивна, якщо ми спробуємо докласти зусиль, щоб підрахувати, скільки слів є частиною нашого словникового запасу і пов’язані з негативними аспектами. Ми отримали б більший список, ніж якби зосередилися на позитивних словах.

## Негативність, еволюція та упередження біології
Спробовано дати еволюційне та біологічне пояснення тому, що люди приділяють більше уваги негативним аспектам, ніж позитивним. Далі ми побачимо, які еволюційні та біологічні основи стоять за упередженням негативу.

### Еволюційні основи
На думку невролога Ріка Хенсона, упередження негативу має еволюційний характер. За його словами, це явище є наслідком еволюції, оскільки ранні предки людини навчилися приймати розумні рішення, виходячи з ризику що спричинило б їх проведення. Люди, які краще запам'ятовували негативні події та уникали їх, мали довшу тривалість життя, ніж ті, хто ризикував більше
Ця модель поведінки є тією, яка вижила, передаючись із покоління в покоління, і ця упередженість зараз є чимось загальним для людського виду, враховуючи його велику адаптивну участь у минулому.
Мозок людини був сформований так, щоб надавати більше значення негативним аспектам, приділяти їм більше уваги та враховувати потенційно небезпечні події для фізичної, емоційної та психологічної цілісності особистості.

### Біологічні основи
Дослідження, проведені американським психологом Джоном Качоппо, показали це Нейронна обробка негативного упередження передбачає більшу активацію на рівні мозку порівняно із спостереженням позитивних явищ.
Це було б біологічним поясненням, яке підтримало б, чому люди приділяють більше уваги негативному перед позитивним, поєднуючись з еволюційним поясненням попереднього пункту.

## Фактичні наслідки

### Формування вражень
Як ми вже бачили, упередженість негативу має значний вплив на формування перших вражень про людину, яку ми щойно зустрічали, що має значні соціальні наслідки.
Відповідно до вищезазначеного, негативна інформація про людину надає більшої ваги, коли складається загальний контур цієї ж, тобто враження, що ті позитивні дані, які були нам відомі про цю людину.
Хоча позитивні та нейтральні аспекти відомі, негативні в кінцевому підсумку переважають, впливаючи на формування враження, що є цілком зрозумілим, якщо взяти до уваги один із елементів цього упередження: негативний домен.
Іншим поясненням, даним для пояснення, чому упередження негативу виникає у соціальному контексті, є думка, що люди вірять, що негативні дані про когось допоможіть нам встановити надійний діагноз щодо вашої особистості.
Негативна інформація повинна бути дещо надійнішою, ніж позитивна, яка, можливо, була перебільшена або сприйнята як випадковість.
Це часто пояснює намір голосувати. Багато виборців, як правило, приділяють більше уваги поганому, що зробив кандидат, і уникають голосування за нього, замість того, щоб надавати значення інформації бажаного кандидата, яка виявляється позитивною.

### Пізнання та увага
Здається, негативна інформація означає більший рух ресурсів на когнітивному рівні, ніж позитивна інформаціяНа додаток до більшої активності на корковому рівні, коли більше уваги приділяється поганому, ніж хорошому.
Погані новини, чиїсь негативні риси, травматичні події ... всі ці аспекти є своєрідним магнітом для нашої уваги.
Люди схильні більше думати про ті терміни, які виявляються негативними, а не позитивними, тому прикладом цього є великий словниковий запас негативних понять.

### Навчання та пам’ять
Навчання та пам’ять - це прямі наслідки уваги. Чим більша увага зосереджена на певній події чи явищі, тим більша ймовірність того, що її дізнаються і збережуть у пам’яті.
Прикладом цього, хоч і суперечливим, є спосіб, коли покарання надає більшої ваги пам'яті, ніж не винагороджує її.
Коли когось карають за те, що він зробив щось не так, вони частіше уникають участі у поведінці, яка заподіяла їм шкоду, тоді як коли їм винагороджують за те, що вони зробили щось правильно, вони, швидше за все, забудуть про це в довгостроковій перспективі.
так, добре це не повинно спонукати батьків частіше карати своїх дітей З будь-якої причини цікаво спостерігати, як обробка негативних подій, в даному випадку покарання, суттєво впливає на освіту дітей.

### Прийняття рішень
Дослідження щодо упередженості негативу також зосереджувались на тому, як він впливає на здатність приймати рішення, особливо в ситуаціях, коли уникають ризику або бояться втрати.
Коли виникає ситуація, коли людина може щось отримати або втратити, потенційні витрати, негативні, перевершують потенційні вигоди.
Цей розгляд можливих втрат та їх уникнення йде рука об руку з концепцією негативної сили, запропонованою Розіним та Ройзманом.

## Дивіться також
- Гіпотеза Полліанни [1]
- Позитивний ефект
- Зміщення позитиву
- Теорія перспективи
- Гіпотеза автоматичної пильності [2] [3]
- Ефект поблажливості [4]
- Позитивно-негативна асиметрія [5] [6]
- Список упереджень у судженнях та прийнятті рішень